# 山田邦明
山田 邦明（やまだ くにあき、1957年12月18日 - ）は、日本の歴史学者。専門は日本中世史。愛知大学教授。

## 経歴
新潟県中魚沼郡川西町（現・十日町市）生まれ。十日町高等学校を経て1981年東京大学国史学科卒、1984年同博士課程中退、同大史料編纂所助手、助教授を経て、2008年愛知大学教授。1997年「鎌倉府と関東」で東京大学より文学博士の学位を取得。2020年、心理学者の樋口義治に代わって愛知大学文学部長に就任した。

## 著書

### 単著
- 『鎌倉府と関東 中世の政治秩序と在地社会』校倉書房、1995年。
- 『戦国のコミュニケーション 情報と通信』吉川弘文館、2002年。新装版2020年、ISBN 9784642083744
- 『戦国の活力 戦国時代』小学館〈全集日本の歴史 第8巻〉、2008年。
- 『室町の平和』吉川弘文館〈日本中世の歴史 5〉、2009年。ISBN 9784642064057。
- 『日本史のなかの戦国時代』山川出版社〈日本史リブレット〉、2013年。
- 『鎌倉府と地域社会』同成社〈同成社中世史選書〉、2014年。
- 『享徳の乱と太田道灌』吉川弘文館〈敗者の日本史 8〉、2014年。ISBN 9784642064545。
- 『上杉謙信』吉川弘文館〈人物叢書〉、2020年。ISBN 9784642053006。

### 共著
- 高橋典幸、保谷徹、一ノ瀬俊也『日本軍事史』吉川弘文館、2006年。
- 愛知大学綜合郷土研究所編 編『戦国時代の東三河 牧野氏と戸田氏』あるむ〈愛知大学綜合郷土研究所ブックレット 23〉、2014年。
- 『関東戦国全史　関東から始まった戦国150年戦争』洋泉社歴史新書、2018年。

### 編著
- 『信長・家康と激動の東海〈東海の中世史 5〉吉川弘文館、2024年10月、ISBN　9784642068956

## 論文
- Cinii